# لاري رومانو
لاري رومانو (بالإنجليزية: Larry Romano)‏ هو ممثل أمريكي، ولد في 31 يوليو 1963 بماونت فيرنون في الولايات المتحدة.

## وصلات خارجية
- لاري رومانو على موقع IMDb (الإنجليزية)
- لاري رومانو على موقع ألو سيني (الفرنسية)
- لاري رومانو على موقع أول موفي (الإنجليزية)
- لاري رومانو على موقع قاعدة بيانات الأفلام السويدية (السويدية)
- لاري رومانو على موقع إن إن دي بي (الإنجليزية)
- لاري رومانو على موقع قاعدة بيانات الفيلم (الإنجليزية)
- لاري رومانو على موقع كينوبويسك (الروسية)